# Лудвиг фон Фрайберг
Лудвиг фон Фрайберг (на немски: Ludwig von Freyberg; * 1468; † 1545) е благородник от линията Ангелберг на стария швабски род Фрайберг в Баден-Вюртемберг. Той е собственик на господството Йопфинген (част от Фрайбург) и пфанд-господар на господствата Ехинген, Шелклинген и Берг през 1507 – 1530 г.
Той е син на Михаел фон Фрайберг († 1489) и потомък на Хайнрих (Щубенраух) фон Фрайберг († сл. 1300). Роднина е на Лудвиг фон Фрайберг († 1480/1484), епископ на Констанц (1474 – 1480).
Замъкът Фрайберг е унищожен през 1520 г. През 1530 г. Лудвиг фон Фрайберг дава пари на син си Георг Лудвиг фон Фрайберг, за да купи господството Юстинген. Внук му Михаел Лудвиг фон Фрайберг-Юстинген построява през 1567 г. на мястото на стария средновековен замък ренесансовия дворец Юстинген.

## Фамилия
Лудвиг фон Фрайберг се жени и има дъщеря:
- Сибила фон Фрайбер, омъжена за Йохан Адам фон Щайн-Жетинген († 15 август 1549).

Лудвиг фон Фрайберг се жени втори път за Сибила Госенброт (1479 – 1521), богата единствена дъщеря на Георг Госемброт († 1502), финансов съветник на римско-немския крал Максимилиан I. Те имат децата:
- Георг Лудвиг фон Фрайберг († 1561/1562 в Опфинген/Йопфинген/част от Фрайбург), фрайхер, женен за Катарина фон Лаубенберг, дъщеря на Йохан Каспар фон Лаубенберг († 1522) и София фон Мандах († сл. 1522)[1]
- Йохана (Радегунда) фон Фрайберг, омъжена за Лудвиг фон Фрайберг